# Pauli Toivonen
Pauli Toivonen (ur. 22 sierpnia 1929 w Hämeenlinna, zm. 14 lutego 2005 w Espoo) – fiński kierowca wyścigowy i rajdowy.

## Kariera
Toivonen rozpoczął karierę w międzynarodowych wyścigach samochodowych w 1966 roku od startu w klasie P 1.3 24-godzinnym wyścigu Le Mans, gdzie uplasował się na siódmej pozycji, a w klasyfikacji generalnej był 23. W późniejszych latach Fin pojawiał się także w stawce Nürburgring 1000 Kilometres oraz Finnish Championship.
Toivonen brał udział także w rajdach samochodowych. W 1966 roku zwyciężył w Rajdzie Monte Carlo. Poza tym wygrywał także w rajdach: Tysiąca Jezior 1962, Zachodnich Niemiec 1968, Wschodnich Niemiec 1968, Rajd San Remo 1968, Castrol-Danube 1968, Genewy 1968 oraz Akropolu 1969. W 1968 zdobył tytuł Rajdowego Mistrza Europy.